# Sandra Dee
Sandra Dee (születési nevén Alexandra Cymboliak Zuck) (Bayonne, New Jersey, 1942. április 23. – Thousand Oaks, Kalifornia, 2005. február 20.) Golden Globe-díjas amerikai gyermekmodell, majd színésznő, az amerikai filmgyártás történetének legsikeresebb tinisztárja. 
Filmes karrierje 1957-ben, mindössze 15 éves korában kezdődött. Eleinte ártatlan, naiv, majd vígjátéki karaktereket alakított. 1967 után karrierje hanyatlani kezdett, ezután már csak alkalmanként szerepelt, főként televízióban.

## Életrajza és művészeti pályája

### Korai évek
Sandra Dee Alexandra Cymboliak Zuck néven született 1942. április 23-án, a New Jersey államban lévő Bayonne városában, a család egyedüli gyermekeként. Lengyel, orosz és ruszin származású szülei elváltak ötéves kora előtt. Édesanyja 1946-ban megismerkedett Eugene Douvan ingatlanügynökkel, először a titkárnője lett, majd 1950-ben összeházasodtak. Sandra ekkor kapta meg a Zuck helyett a Douvan nevet.
Későbbi depressziójában és érzelmi labilitásában erősen  közrejátszott, hogy mostohaapja gyermekkorában rendszeresen zaklatta, később a vele való nemi kapcsolatra kényszerítette. Édesanyja, akinek erről tudnia kellett, úgy tett, mintha nem venne észre semmit, bár férje gyakran elmondta neki, csak azért vette el, hogy megkaphassa vele Sandyt. Édesanyja, majd mostohaapja is a minél előbbi művészeti karriert célozta meg számára, ennek érdekében gyakorlatilag elvették gyermekkorát. Később úgy említette, mivel állandóan felnőttek között volt, maga is gyorsan afféle „kicsi felnőtté” vált. Később születési évével kapcsolatban sohasem bizonyított kétségek merültek fel, miszerint valójában esetleg 1944-ben született, szülei a szükséges alsó határ gyorsabb elérése végett két évvel megtoldották életkorát.

### A gyermekmodell
A család a New Yorktól pár kilométerre fekvő Bayonne-ból előbb Manhassetbe, majd 1952-ben Manhattanbe költözött. Sandra előbb egy köziskolába járt, de sok problémája volt a többi gyerekkel. Mint életében sohasem, most sem voltak barátai, ezért néhány hónap múlva átíratták a Professional Children’s Schoolba. Mostohaapja igen jó anyagi körülményeinek és hektikus életvitelének köszönhetően hamarosan megismerte a város legjobb éttermeit, klubjait és színházait, tévéstúdiókban forgolódott. Még nem volt 13 éves, amikor egy divatbemutatón felfigyelt rá egy magazintulajdonos. 1955 áprilisában megjelent első címlapfotója, majd évi 40 000 dolláros szerződést kapott – 1955-ben és 13 évesen! Nevét ekkoriban változtatták meg mostohaapja Douvan nevéből – az első betűt felhasználva – a jobban csengő Sandra Dee névre.
Hamarosan rendszeres szereplője lett televíziós reklámoknak is, valamint folyamatosan foglalkoztatták modellként. A túl korán jött sikerek mellett azonban teljesen elveszett a magánélet. Sandra saját korosztálya helyett nála jóval idősebb menedzserek, kiadók, fotósok között töltötte idejét, gyermekkora után a fiatalsága is elsikkadt a karrier miatt. A modellszakma érdekében tizenéves kora elején már folyamatosan diétázott, egész életére szóló anorexia nervosa betegsége és későbbi gyenge általános egészsége ezekben az években alakult ki.

### A tinisztár
1956. szeptember 16-án váratlanul meghalt mostohaapja, akit minden probléma ellenére szeretett. Noha a haláleset nagyon megviselte, két nappal később ügynöke javaslatára levelet írtak Ross Hunter filmproducernek, aki egy Sandra jellegű főszereplőt keresett új, The Restless Years című filmjébe. A próbafelvételek sikere után édesanyjával  Kaliforniába költözött, ahol 1957-ben bemutatták első, Until They Sail című filmjét, melyben kisebb szerepet kapott, ezt követte 1958-ban a The Restless Years, majd első vígjátéka, a The Reluctant Debutante, melyben olyan színészekkel játszott együtt, mint Rex Harrison és Angela Lansbury.
Sandra karrierje igen gyorsan emelkedett, 1959-ben öt filmet mutattak be közreműködésével. Először egy western következett, a The Wild and the Innocent, majd egy hullámlovas társaságban játszódó tinivígjáték, a Gidget. Szintén ebben az évben mutatták be a Stranger in My Arms című drámát, első Universal Pictures-filmjét. Ezt követte az A Summer Place,  melynek dallamából írták az  az egyik legismertebb örökzöld slágert. Ötödik filmje ebben az évben az Imitation of Life volt, egy újabb Universal-film. 1960-ban két filmjét mutatták be, a Jégkirálynő című meséből készült rajzfilmhez a lánytestvér, Gerda hangját adta, majd a Portrait in Black című thriller következett Anthony Quinn-nel.
Szőke hajával, kislányos alkatával elsősorban naiv, ártatlan lányszerepeket formált meg ekkoriban, igen sikeresen. 1960 körül minden amerikai lány Sandra Dee szeretett volna lenni, minden fiú vele szeretett volna járni, népszerűsége ezekben az években járt a tetőpontján. 16 évesen sportkocsija és saját Beverly Hills-i háza volt, ahol édesanyjával élt. Színészi karrierje mellett a Los Angeles-i University High középiskola tanulója volt.
Édesanyja tilalma miatt minden népszerűsége és gazdagsága ellenére egyáltalán nem randevúzott, míg 1960-ban a Mr. Szeptember (Come September) olaszországi forgatása során meg nem ismerte Bobby Darin énekes-filmszínészt, korabeli tinibálványt. Noha eleinte nem szimpatizált az énekessel, a forgatás végére már közeli baráti viszonyba kerültek egymással. Igen szigorú édesanyja – aki egyben a menedzsere is volt – fiatal kora miatt a leghatározottabban ellenezte kapcsolatukat, ők azonban még abban az évben összeházasodtak. Bobby legismertebb dala a Splish Splash és a Dream Lover, utóbbi más előadásban a Nagy durranás című Charlie Sheen-filmben is hallható. Tucatnyi filmben szerepelt, Oscar-díj jelölt színész. 1961 decemberében megszületett egyetlen gyermekük, Dodd Mitchell Darin.
Sandra 1960 és 1967 között kizárólag vígjátékokban szerepelt. Három közös filmje volt férjével, a Mr. Szeptember 1961-ből, a Nősülni kötelező 1962-ből és a That Funny Feeling 1965-ből. További vígjátékai a Tammy Tell Me The Truth és a Romanoff and Juliet Peter Ustinovval 1961-ből. 1963-ban két filmje készült, a Take Her, She’s Mine James Stewarttal és a Tammy and the Doctor Peter Fonda főszerepével; ezt követte az I’d Rather Be Rich, majd a jórészt Európában forgatott A Man Could Get Killed, ebben a filmben volt először hallható a Strangers In The Night című dal. Utolsó két klasszikus vígjátéka a Doctor, You’ve Got to Be Kidding és az 1967-ben forgatott Rosie!

### A hanyatló korszak
Sandra filmjeiben szinte mindig tiszta, ártatlan karaktereket alakított, de a valóság más volt, mint a filmekben. Házassága folytán ugyan kikerült édesanyja szigorú felügyelete alól, de erősen énközpontú és nehéz természetű férje mellett sem talált megnyugvást, depressziója és étkezési zavarai nem múltak. Bobby gyakran utazott koncertkörutakra, ezalatt Sandra egyre erősebben inni kezdett. Házasságuk kezdete után másfél évvel már rendszeressé váltak a súlyos veszekedések, 1962-ben Bobby egy időre el is költözött, végül szintén az ő kívánságára 1967-ben elváltak. Sandra többé nem ment férjhez, egész hátralévő életében hangoztatta Bobby iránti nem múló érzéseit. Viharos házasságukról fiuk, Dodd később könyvet is írt Dream Lovers: The Magnificent Shattered Lives of Bobby Darin and Sandra Dee címmel.
Sandra népszerűsége a hatvanas évek közepétől lassan hanyatlani kezdett. Noha tehetségét sohasem vitatták, filmjei egyre gyengébb nézettséget hoztak, ebben egyrészt a filmek gyenge forgatókönyvei, másrészt a korszellem megváltozása játszott közre. Azok a tipusú vígjátékok, amelyekben foglalkoztatták, egyszerűen divatjamúltakká váltak.  A gyermek- és tinikorból kinőtt, de még mindig nagyon fiatal színésznőt a Universal Pictures megpróbálta bevezetni a felnőtt karakterek világába, de egyrészt olyan mélyen rögzült a nézőkben Sandra tinisztár-arculata, hogy kevésbé fogadták el komoly szerepekben, másrészt egyre mélyebbre merült az alkoholizmusban.
1967-es válása után szerződése megszűnt az Universallal. Későbbi említése szerint addig azt hitte, barátai vannak a studióban, de valójában csak egy hasznot hozó értéktárgynak tekintették, majd eldobták. 
Ezután három évig egyáltalán nem filmezett, majd a mérsékelten sikeres The Dunwich Horror című horrorban volt látható 1970-ben. A hetvenes években négy tévéfilmben és néhány jelentéktelen sorozat egy, illetve két epizódjában kapott szerepet. 1983-ban még egyszer, utoljára mozivászonra került, a Lost című romantikus drámában kapott szerepet. Filmes pályafutása során 1958-ban Golden Globe-díjat, 1959 és 1967 között egy Laurel-díjat és nyolc jelölést, 1963-ban Golden Apple-jelölést kapott.

### Kései évek
Az egykor üde és fiatal csillag és szexszimbólum étkezési zavaraitól nem tudott megszabadulni, egyre gyengébb egészségi állapotba került, anorexiája miatt havonta kellett orvosi vizsgálaton részt vennie. Mivel szigorú édesanyjának, majd a zárt filmes világnak köszönhetően egész addigi életét egyfajta burokban, mondhatni aranyketrecben élte le, házassága és filmes szerződése végeztével nem volt képes alkalmazkodni a felnőtt és önálló élet kihívásaihoz. A sikerek idején a pénzzel való gazdálkodást sem tanulta meg, hamarosan komoly anyagi gondok jelentkeztek, végül édesanyja a házát is eladta, hogy lányán segíthessen. Volt férje, a gyermekkorától súlyos szívbeteg Bobby Darin 1973-as, igen korai halála is nagyon megviselte, meglévő depressziója, alkoholproblémái tovább romlottak.
Későbbi éveiben többek között jótékonysággal foglalkozott. Több tévéinterjút adott életéről. 1991-ben a People magazin címlapjára került, a vele készült mélyinterjúban nyíltan beszámolt gyermekkori traumáiról és élete későbbi nehézségeiről, majd 1996-ban a Star magazin címlapján szerepelt. 1998-ban, A Summer Place című filmjének 40 éves bemutatójára szervezett ünnepségen hosszú sorok álltak az autogrammjáért. Szintén ebben az évben a National Inquirer magazinnak elmesélte, édesanyja 1985-ös halálakor komolyan foglalkozott az öngyilkosság gondolatával, valamint elmondta, hogy egész életét az alkohol és anorexia tette tönkre. 

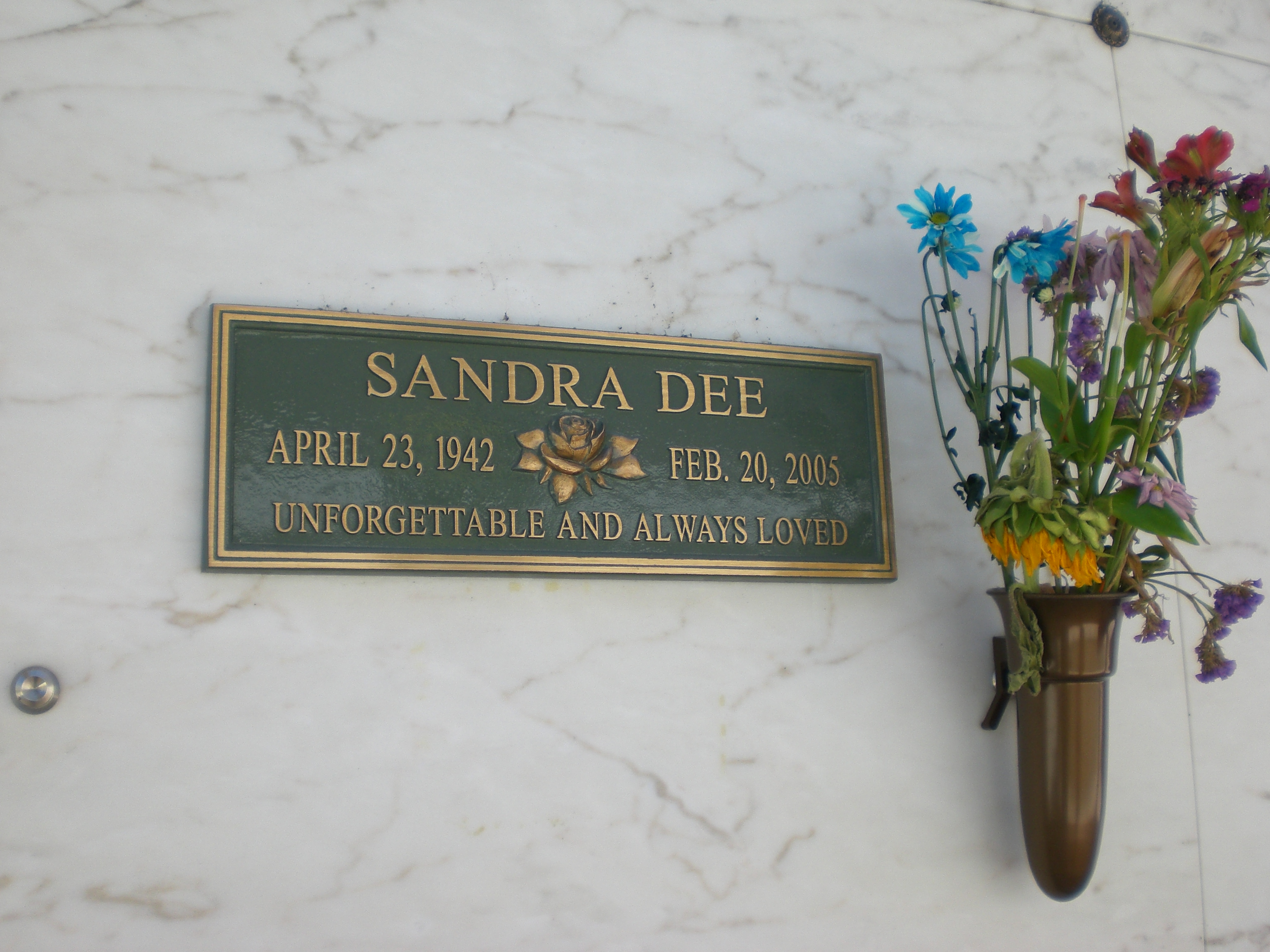

1996-ban, unokája megszületése napján egyszer és mindenkorra letette a poharat, majd eljött az idő, hogy életében először nem akart meghalni, ezután néhány kiegyensúlyozott és boldog év következett. 1999-ben mutatták be az életéről készült dokumentumfilmet. 2000-ben rákot diagnosztizáltak nála, melyből úgy tűnt, hogy szerencsésen kigyógyult, de veséje felmondta a szolgálatot. Négy év vesedialízis után, 2005. február 20-án halt meg vesebetegségből adódó szövődmények miatt. Halála előtt még láthatta a róla és férjéről készített Beyond The Sea című játékfilmet, mely elnyerte tetszését.
Sandra Dee, „America's Sweetheart”, a Los Angeles-i Forest Lawn Memorial Park Cemetery temetőben nyugszik, nem messze édesanyja sírjától.

## Sandra Dee és aGrease
A hetvenes évek végére már jórészt elfelejtett színésznőt a Grease című filmből ismerhették meg a fiatalabbak. Bár személyesen nem szerepelt a filmben, Sandy Olsson fiatal és ártatlan karakterét róla formázták az alkotók. Sandra a Look at Me, I’m Sandra Dee című dalban a túlzott ártatlanság és naivitás szinonimájaként szerepelt. A Grease bevezető, tengerparti jelenete egészen pontosan ott készült és ugyanakkor játszódik, mint Sandra Dee egyik legsikeresebb filmje, a Gidget (Csirpe). A forgatás helyszíne a malibui Leo Carillo State Beach, a cselekmény időpontja 1958 nyara volt mindkét filmnél.

## Sandra Dee Magyarországon
Sandra Dee karrierje az ötvenes évek végétől a hatvanas évek közepéig tartott. Ennek az időszaknak az elején gyakorlatilag nem vetítettek amerikai filmeket a magyar mozikban, a vége felé is csak csekély számban, ezek között Sandra egyetlen filmje sem volt megtalálható, de későbbiekben alkalmilag leadták egy-egy filmjét a televízióban. Viszonylag rövid karrierje ellenére Amerikában a mai napig legendának számít, Magyarországon viszont sem személyisége, sem filmjei nem különösebben ismertek a közönség előtt.

## Szerepei
| Filmszerepek        | Filmszerepek                         | Filmszerepek                    | Filmszerepek                                                                                              |
| Év                  | Cím                                  | Szerep                          | Szereplők és megjegyzés                                                                                   |
| ------------------- | ------------------------------------ | ------------------------------- | --- |
| 1957                | Until They Sail                      | Evelyn Leslie                   | Paul Newman és Jean Simmons Filmdráma                                                                     |
| 1958                | The Restless Years                   | Melinda Grant                   | John Saxon Filmdráma, alternatív cím: The Wonderful Years                                                 |
| 1958                | The Reluctant Debutante              | Jane Broadbent                  | Rex Harrison, Angela Lansbury, John Saxon Vígjáték                                                        |
| 1959                | A Stranger in My Arms                | Pat Beasley                     | Filmdráma, alternatív cím: And Ride a Tiger, első Universal-film                                          |
| 1959                | Gidget                               | Gidget (Frances Lawrence)       | Magyar cím: Csirpe, az egyik legelső tinivígjáték és hullámlovas témájú film                              |
| 1959                | Imitation of Life (1959-es változat) | A 16 éves Susie                 | Lana Turner, John Gavin Filmdráma                                                                         |
| 1959                | The Wild and the Innocent            | Rosalie Stocker                 | Western                                                                                                   |
| 1959                | A Summer Place                       | Molly Jorgenson                 | Troy Donahue Romantikus dráma, a film dala az egyik legismertebb filmsláger és örökzöld                   |
| 1960                | Snow Queen                           | Gerda hangja                    | Amerikai rajzfilm                                                                                         |
| 1960                | Portrait in Black                    | Cathy Cabot                     | Lana Turner, Anthony Quinn, John Saxon Krimi, thriller                                                    |
| 1961                | Romanoff and Juliet                  | Juliet Moulsworth               | Peter Ustinov Vígjáték, alternatív cím: Dig That Juliet                                                   |
| 1961                | Tammy Tell Me True                   | Tambrey “Tammy” Tyree           | Joe Gavin Vígjáték                                                                                        |
| 1961                | Come September                       | Sandy Stevens                   | Rock Hudson, Gina Lollobrigida, Bobby Darin Vígjáték                                                      |
| 1962                | If a Man Answers                     | Chantal Stacy                   | Bobby Darin Vígjáték                                                                                      |
| 1963                | Tammy and the Doctor                 | Tambrey "Tammy" Tyree           | Peter Fonda Vígjáték                                                                                      |
| 1963                | Take Her, She’s Mine                 | Mollie Michaelson               | James Stewart Vígjáték                                                                                    |
| 1964                | I’d Rather Be Rich                   | Cynthia Dulaine                 | Robert Goulet, Andy Williams Vígjáték                                                                     |
| 1965                | That Funny Feeling                   | Joan Howell                     | Donald O’Connor, Bobby Darin Vígjáték                                                                     |
| 1966                | A Man Could Get Killed               | Amy Franklin                    | Vígjáték, alternatív cím: Welcome, Mr. Beddoes; Európában forgatták, a film dala a Strangers in the Night |
| 1967                | Doctor, You’ve Got to Be Kidding     | Heather Halloran                | George Hamilton Vígjáték                                                                                  |
| 1967                | Rosie!                               | Daphne Shaw                     | Vígjáték                                                                                                  |
| 1970                | The Dunwich Horror                   | Nancy Wagner                    | Horrorfilm                                                                                                |
| 1983                | Lost                                 | Penny                           | Romantikus dráma                                                                                          |
| Televíziós szerepek |                                      |                                 | |
| Év                  | Cím                                  | Szerep                          | Megjegyzés                                                                                                |
| 1971–1972           | Night Gallery                        | Ann Bolt Millicent/Marion Hardy | Tévésorozat, 2 epizódban                                                                                  |
| 1972                | The Manhunter                        | Mara Bocock                     | Roy Thinnes Tévéfilm, romantikus bűnügyi dráma                                                            |
| 1972                | The Daughters of Joshua Cabe         | Ada                             | Tévéfilm, western                                                                                         |
| 1972                | Love, American Style                 | Bonnie Galloway                 | Tévésorozat, 1 epizódban                                                                                  |
| 1972                | The Sixth Sense                      | Alice Martin                    | Tévésorozat, 1 epizódban                                                                                  |
| 1974                | Houston, We’ve Got a Problem         | Angie Cordell                   | Tévéfilm az Apollo–13 balesetéről                                                                         |
| 1977                | Fantasy Island                       | Francesca Hamilton              | Tévéfilm, az azonos című sorozat bevezető filmje                                                          |
| 1978                | Police Woman                         | Marie Quinn                     | Tévésorozat, 1 epizódban                                                                                  |
| 1983                | Fantasy Island                       | Margaret Winslow                | Tévésorozat, 1 epizódban                                                                                  |
| 1994                | Frasier                              | Connie (csak hang)              | Tévésorozat, 1 epizódban                                                                                  |

## Film- és könyvajánló
- A tengeren túl (Beyond the Sea), életrajzi film Kevin Spacey és Kate Bosworth főszereplésével, 2004
- Dodd Darin: Dream Lovers: The Magnificent Shattered Lives of Bobby Darin and Sandra Dee, életrajzi könyv, 1994, ISBN 0-446-51768-2

## Videóajánló
- Dream Lover
- America’s Sweetheart
- Coca Cola-reklám

## Honlapajánló
- https://web.archive.org/web/20120123141249/http://www.sandradeefans.com/worldapart.html
- Bobby Darin hivatalos honlapja

## További információ
- Sandra Dee a PORT.hu-n (magyarul)
- Sandra Dee az Internetes Szinkronadatbázisban (magyarul)
- Sandra Dee az Internet Movie Database-ben (angolul)
- Sandra Dee a Rotten Tomatoeson (angolul)